# António Nunes Ribeiro Sanches
António Nunes Ribeiro Sanches (Penamacor, 7 de Março de 1699 – Paris, 14 de Outubro de 1783) foi um médico português e polímata, tendo sido ainda filósofo, pedagogo e historiador. Escreveu dezenas de manuscritos, sob a influência do pedagogia no século das Luzes, dos quais apenas nove foram publicados em vida, a maioria continua nos arquivos.
Na medicina, onde se distinguiu na venereologia, sendo por isso também chamado o médico dos males de amor, escreveu a pedido de D'Alembert e Diderot para a Enciclopédia. O seu nome está na primeira fila dos grandes mestres do pensamento europeu da sua época, o Marquês de Pombal como Secretário de Estado vai aproveitar muito do seu saber para implementar a sua ação cultural e científica, na sua tarefa de modernização de Portugal.

## Dados biográficos
Antonio Nunes, filho de Simão Nunes Flamengo, de Penamacor, e de sua mulher Ana Nunes Ribeiro, da Idanha-a-Nova, abastados comerciantes cristãos-novos da Beira Baixa, e irmão de Diogo, Isabel e Maria, Ribeiro Sanches era descendente doutro famoso médico, Francisco Sanches (1550-1622).
Por influência de um tio, jurisconsulto, parte ainda jovem para estudar Direito na Faculdade de Leis da Universidade de Coimbra, onde se inscreve em 1716. De débil constituição física, mas com viva inteligência e espírito observador, Ribeiro Sanches era um leitor incansável, sendo fortemente influenciado pelos Aforismos de Hipócrates.
Insatisfeito com os estudos em Coimbra, transfere-se para a Faculdade de Medicina da Universidade de Salamanca onde viria a receber o título de Doutor em Medicina no ano de 1724.
Era cristão-novo, mas secretamente judeu, e temia a Inquisição: "Quando eu nasci, já a fogueira da Santa Inquisição fazia arder corpos e almas no Rossio de Lisboa e Évora, assim como nos Paços de Coimbra e Goa.".
Depois de exercer medicina em Benavente, Guarda e Amarante, Ribeiro Sanches é denunciado por um primo à Inquisição, pela prática do judaísmo. Conseguiu escapar ao cárcere, exilando-se para o resto da vida.
Após passagem por Génova, Montpellier, Bordéus e Londres, onde exerceu medicina, fixa-se em Leiden, na Holanda, onde estuda com o célebre médico Hermann Boerhaave (1668-1738), considerado o maior professor de medicina do seu tempo e a quem se dirigiam muitos estudantes e doentes de toda a Europa.
Com recomendação de Boerhaave, parte para a Rússia em 1731, onde exerceu funções de médico militar com assinalável êxito. Nomeado clínico do Corpo Imperial dos Cadetes de São Petersburgo, a sua fama torna-o médico da czarina Ana Ivanovna. Em 1739 foi nomeado membro da Academia de Ciências de São Petersburgo e, no mesmo mesmo ano, igual distinção da Academia de Ciências de Paris.
Após mais de 15 anos de permanência na Rússia, durante os quais se tornou Conselheiro de Estado, em 1747 ele parte para Paris, fugindo às intrigas da corte czarista. É recebido por Frederico o Grande da Prússia e recebe uma tença de Catarina II da Rússia. Termina os seus dias na Cidade das Luzes, onde colaborou com os maiores intelectuais da época, exercendo medicina e dedicando-se aos estudos e à escrita.
Durante toda a sua longa vida manteve uma normal relação epistolar com diversas personalidades eminentes da sociedade intelectual europeia além de promover bons vínculos a instituições importantes da cultura internacional, como seja a de ser correspondente da Academia Internacional de Paris, membro da Sociedade Real de Londres e membro da Academia de São Petersburgo.
A imperatriz Catarina a Grande deu-lhe um brasão de armas com o mote Acreditava ter nascido para ser útil, não a si próprio, mas ao Mundo todo..

## Principais Obras
- 1726: Discurso Sobre as Águas de Penha Garcia.
- 1751: A Dissertation on the Venereal Disease.
- 1756: Tratado da Conservação da Saúde dos Povos.
- 1760: Cartas sobre a Educação da Mocidade (uma das suas obras fundamentais).
- 1763: Método para Aprender e Estudar a Medicina.
- 1779: Mémoire sur les Bains de Vapeur en Russie.